# Oto-palato-digitales Syndrom Typ 2
Das Oto-palato-digitale Syndrom Typ 2 (OPD-Typ 2) ist eine sehr seltene angeborene Skelettdysplasie aus dem Spektrum des Oto-palato-digitalen Syndroms. Im Gegensatz zum OPD-Typ 1 ist dieser Typ die deutlich schwerere Form.
Hauptmerkmale sind Gaumenspalte, Geistige Behinderung, Gesichtsauffälligkeiten wie bei einer Trisomie 18.
Synonyme sind: Fitch-Syndrom; Pseudotrisomie 18; englisch cranio-oro-digital-syndrome; Otopalatodigital syndrome type 2
Die Namensbezeichnung bezieht sich auf die Erstautorin der Erstbeschreibung aus dem Jahre 1976 durch die kanadische Humangenetikerin Naomi Fitch und Mitarbeiter.

## Verbreitung
Die Häufigkeit wird mit unter 1 zu 1.000.000 angegeben, bislang wurden mehr als 40 Betroffene beschrieben. Die Vererbung erfolgt X-chromosomal dominant.

## Ursache
Der Erkrankung liegen Mutationen im FLNA-Gen auf Chromosom X Genort q28 zugrunde, welches für Filamin A kodiert.
Veränderungen an diesem Gen finden sich auch bei:
Oto-palato-digitales Syndrom Typ 1, Frontometaphysäre Dysplasie und Melnick-Needles-Syndrom.

## Klinische Erscheinungen
Klinische Kriterien sind:
- Große anteriore Fontanelle
- Mikrozephalie, geistige Behinderung
- Verknöcherungsdefekte
- Gaumenspalte
- Gesichtsauffälligkeiten wie bei Trisomie 18: breite Stirn, Hypertelorismus, antimongoloide Lidstellung, Hypoplasie des Mittelgesichtes, Mikrostomie, Mikrognathie, tief ansetzende Ohrmuscheln
- Kamptodaktylie, kurze Metakarpalia, partielle Syndaktylie der Finger, postaxiale Polydaktylie, Daumenhypoplasie
- Verbiegung von Schienbein und Oberschenkelknochen, Fibulahypoplasie, abnormale Zehenstellung, zu kurze Großzehe, zu lange 2. Zehe

Hinzu können Fehlbildungen des ZNS, Herzens, oder Urogenitaltraktes kommen.